# Street Fighter V
Street Fighter V (ストリートファイターV Sutorīto Faitā Faibu?) är ett fightingspel i spelserien Street Fighter. Det utvecklades av Dimps och Capcom, och gavs ut av Capcom till Microsoft Windows och Playstation 4 under första kvartalet 2016. I likhet med föregångaren Street Fighter IV har spelet 2D-gameplay och 3D-grafik.

## Spelupplägg
Liksom tidigare Street Fighter-spel går Street Fighter V ut på att två spelare styr var sin figur, och slåss man-mot-man för att knocka sin motspelare. Spelare kan parera attacker, vilket är en funktion som inte har varit med i serien sedan Street Fighter III (1997).

### Spelbara figurer
- Birdie[5]
- Cammy White[5]
- Charlie Nash[4]
- Chun-Li[6]
- Karin[7]
- Ken[8]
- Laura Matsuda[9]
- M. Bison[10]
- Necalli[11]
- Rashid[12]
- R. Mika[13]
- Ryu[6]
- Vega[14]
- Zangief[15]

### Fotnoter
1. ↑  Sarkar, Samit (18 december 2014). ”Street Fighter 5 being developed in Unreal Engine 4”. Polygon. http://www.polygon.com/2014/12/18/7415585/street-fighter-5-unreal-engine-4. Läst 18 december 2014.
2. ↑  läs online, thegameawards.com .[källa från Wikidata]
3. 1 2  http://gematsu.com/2015/03/street-fighter-v-slated-spring-2016
4. 1 2  Abercrombie, Dana (14 december 2014). ”Watch the First Street Fighter V Gameplay Match from the Capcom Cup, Parries are Returning and Charlie Nash Will Be a Playable Character” (på engelska). Dualshockers. Arkiverad från originalet den 18 december 2014. https://web.archive.org/web/20141218170912/http://www.dualshockers.com/2014/12/14/watch-the-first-street-fighter-v-gameplay-match-from-the-capcom-cup-charlie-nash-will-be-a-playable-character/. Läst 15 december 2014.
5. 1 2  Sato (15 juni 2015). ”Cammy And Birdie Join Street Fighter V” (på engelska). Siliconera. http://www.siliconera.com/2015/06/15/cammy-and-birdie-join-street-fighter-v/. Läst 16 juni 2015.
6. 1 2   (på japanska och engelska) Street Fighter V Gameplay Trailer. Capcom. https://www.youtube.com/watch?v=KIOMBc6E_MQ
7. ↑  http://ign.com/articles/2015/09/17/tgs-2015-karin-confirmed-for-street-fighter-5
8. ↑  Matulef, Jeffrey (9 juli 2015). ”Street Fighter 5 reveals Ken with a new 'do” (på engelska). Eurogamer. http://www.eurogamer.net/articles/2015-07-09-ken-confirmed-for-street-fighter-5. Läst 10 juli 2015.
9. ↑  http://gematsu.com/2015/10/street-fighter-v-newcomer-laura-officially-announced
10. ↑  Ingenito, Vince (19 maj 2015). ”Breaking Down Street Fighter 5's Bison Reveal Trailer” (på engelska). IGN. http://ign.com/articles/2015/05/19/breaking-down-street-fighter-5s-m-bison-reveal-trailer. Läst 20 maj 2015.
11. ↑  Ingenito, Vince (19 juli 2015). ”Brand New Character Necalli Revealed for Street Fighter 5” (på engelska). IGN. http://ign.com/articles/2015/07/20/brand-new-character-necalli-revealed-for-street-fighter-5. Läst 20 juli 2015.
12. ↑  ”Arkiverade kopian”. Arkiverad från originalet den 13 september 2015. https://web.archive.org/web/20150913021210/http://www.usgamer.net/articles/street-fighter-vs-new-character-rashid-middle-east. Läst 12 september 2015.
13. ↑  http://ign.com/articles/2015/08/27/pax-2015-rainbow-mika-revealed-for-street-fighter-v
14. ↑  http://ign.com/articles/2015/08/03/vega-revealed-for-street-fighter-5
15. ↑  http://gematsu.com/2015/10/street-fighter-v-adds-zangief